# Mount Hamilton (Kalifornien)
Der Mount Hamilton ist ein Berg im US-Bundesstaat Kalifornien und Teil der Diablo Range. Mit einer Höhe von 1327 Metern ist er der höchste Punkt im Santa Clara County und der gesamten San Francisco Bay Area.
Der Berg wurde nach dem presbyterianischen Priester Laurentine Hamilton benannt.
Auf dem Gipfel des Mount Hamilton befinden sich das Lick-Observatorium sowie weitere Einrichtungen für Besucher.

## Weblinks

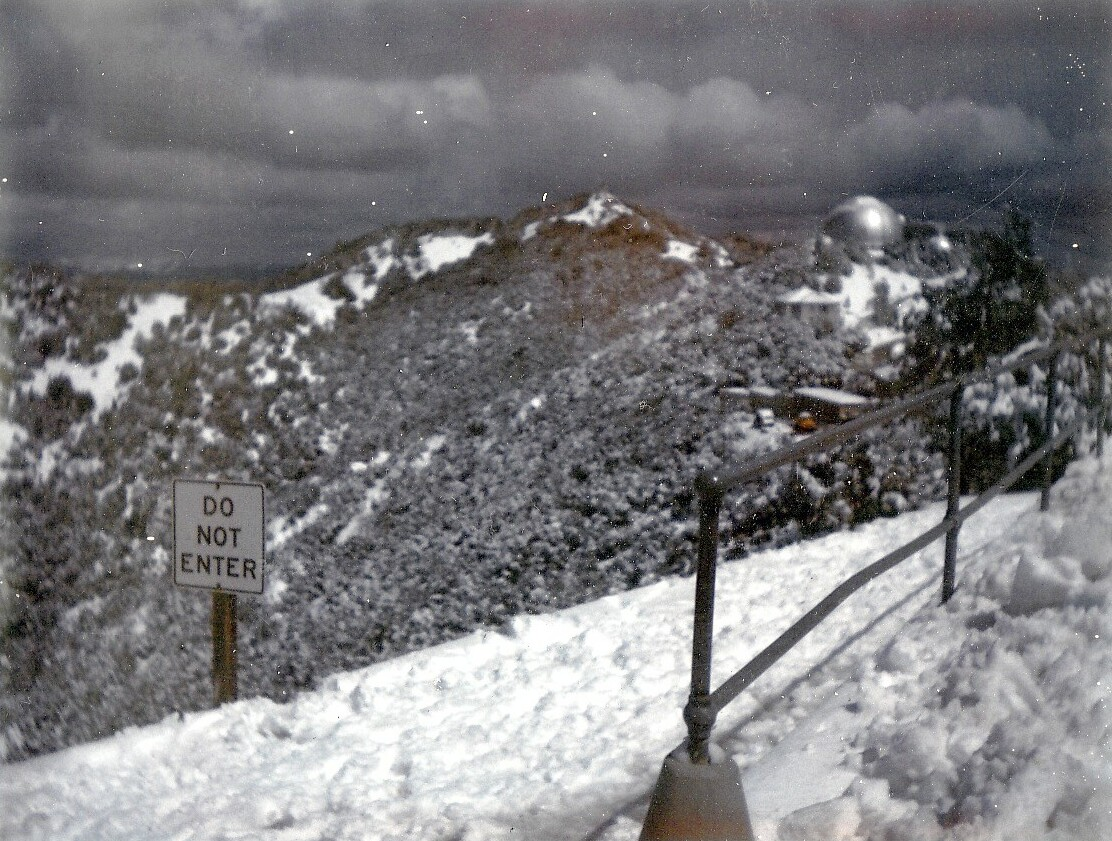
Schnee auf dem Berg im Jahr 1967